# あるぴじ学園
『あるぴじ学園』（あるぴじがくえん）は2010年6月25日にCIRCUSより発売された18禁恋愛アドベンチャーゲームである。
またバージョンアップ製品である『あるぴじ学園1.5』が2010年11月26日に、続編である「A.G.II.D.C. 〜あるぴじ学園2.0 サーカス史上最大の危機!?〜」が2011年5月27日に発売された。

## 概要
（出典：）
本作は『まじかるぼっくす2009 祭冬一番』に付属した『あるぴじダイスき！』というゲームが元になっている。過去にCIRCUSでRPGを出した際に、「アダルトゲームに本格的なRPGは要らない」という結論に達した。そのために本作も『あるぴじダイスき！』も、サイコロを用いるシンプルなRPGとなっている。両作ともに「あるぴじ」という表現が使われているのは、RPGはあくまでアダルトゲームを盛り上げるためで本格的なものではないからである。
シナリオには、地の文が存在せず会話文だけで進むという特徴がある。学園の生徒を主人公を含めて4人としたことで、会話文だけでも人物の把握が可能となった。
本作には敵キャラとして萌えモンが登場する。この萌えモンに対して、賞金付きのデザインコンテストが行われた。賞金の総額は200万円と高額であり、539作品の応募があった。大賞を取った作品は、副賞としてゲーム内に登場した。

## 内容

### ゲームシステム
（出典：）
本作には日常パートの他に、すごろく式のダンジョン探索パートがある。サイコロを振ってダンジョンの奥へと進んでいき、止まったマスでイベントが起きるというシステムになっている。マスに止まった際に萌えモンという敵が出現すれば、戦闘をすることになる。萌えモンは捕獲することができ、その際にもサイコロを使用する。

### ストーリー
（出典：）
1000年前に伝説の勇者が魔王を倒し、平和になった世界が舞台。主人公・鬼武郁海は、進学校として有名なエリート学園の入試を受けに、会場までやってくる。筆記試験が始まるかと思いきや、ダンジョン探索を命じられ、疑念を抱きつつも優秀な成績を残し、試験に合格する。しかしエリート学園に入学したはずが、郁海が入った学園は廃校寸前の勇者学園だった。全校生徒はわずかに4人というこの学園で、郁海は学園再建の騒動に巻き込まれていく。

## 登場人物

### メインキャラクター
鬼武 郁海（おにたけ いくみ）
身長：158cm 体重：48kg
本作の主人公。魔王の血を引いており、42代目の子孫である。体格は小柄で、戦う力も弱い。しかし体はとても頑丈で、剣や銃で傷つけられても耐えられるほど。流されやすい性格なため、学園の再建運動に付き合わされてしまう。
柊 茉莉（ひいらぎ まつり）
声 - nazuna米
身長：162cm 体重：52kg B/W/H 89/55/86
伝説の勇者と共に戦った剣士の子孫。勇者学園の2年生であり、生徒会長を務めている。可愛いものが大好きであり、母性本能をくすぐる郁海を溺愛している。
ステラ・フィッツジェラルド
声 - 民安ともえ
身長：145cm 体重：37kg B/W/H 70/53/72
伝説の勇者の44代目の子孫。勇者学園の3年生であり、学園長を務めている。体は小さいが態度はでかい。勇者学園の再建のために、様々な手を用いてお金を稼いでいる。
日下部 日向（くさかべ ひなた）
声 - 桜ちとせ
身長：156cm 体重：42kg B/W/H 82/57/85
郁海の幼なじみ。伝説の勇者と共に戦っていたモンスターテイマーの子孫である。膨大な知識を有しており、扱いやすい魔法と仲間にしたモンスターで戦うスタイル。

### サブキャラクター
ヒルデ
声 - 佐々留美子
身長：153cm 体重：40kg
エリート学園の1年生。郁海と同じく魔王の血を引いている。郁海のいとこにあたり、彼のことを「お兄ちゃん」と呼んで慕っている。郁海とは違って魔王の血が濃く、戦闘能力と魔力が高い。魔王の子孫であるが勇者に憧れており、勇者学園にある「勇者の剣」に並々ならぬ興味を持っている。エッチな話を聞くと顔を赤くして倒れてしまう。
ひかり
声 - まきいづみ
身長：165cm B/W/H 87/56/86
過去の勇者に剣を与えた女神。酒とセクハラが大好き。
魔王
声 - まきいづみ
身長：165cm B/W/H 83/55/85
伝説の勇者と戦った初代魔王で、郁海・ヒルデのご先祖様。現在は超インドア派。引きこもって読書をしている。
 ???
声 - 夏目海
「伝説の勇者」を自称する謎の男性。
チン・ピラー
声 - あさぎ夕
エリート学園の教師。魔王を崇拝している。「勇者」である郁海達の前にしばしば立ちはだかる。

## 用語
勇者学園
1000年前に魔王を倒した伝説の勇者が設立した学園。魔王を倒して平和をもたらした勇者が、第二・第三の魔王の登場に備えて、勇者を育成するために設立した。校舎は魔王の城をリサイクルして作られており、敷地内には当時の遺物が残されている。
設立の目的から、学問よりも戦術・魔法を教えることに力を入れている。そのために平和な現代では人気がない。年々生徒数が減少した結果、今は一桁しか生徒がいない。
エリート学園
魔王を称える部下が設立した学園。戦術よりも学問に力を入れる進学校である。

## スタッフ
（出典：）
- シナリオ：ごとうしん
- プログラム：TAKANORI
- ディレクター：kuri++
- 原画：秋蕎麦
- SD原画：nazuna

## 主題歌
（出典：）
- オープニングテーマ『あ・る・ぴ・じ♪』
  - 歌：nazuna米、作詞：nazuna、作曲・編曲：キャサリン
- 挿入歌『READY…GO!』
  - 歌：Phrenia、作詞：華月嵐、作曲・編曲：Corey&Carter
- 挿入歌『MOE MON THE WORLD!!』
  - 歌：桜ちとせ、作詞：S-Prism、作曲・編曲：洞澤徹
- エンディングテーマ『Going my way☆』
  - 歌：nazuna米、作詞：nazuna、作曲・編曲：細井聡司（hosplug）
- グランドエンディングテーマ『micro』
  - 歌：NOXAH、作詞・作曲：HIROHIDE、編曲：Corey&Carter

上記の楽曲すべてが『あるぴじ学園 ボーカルアルバム』に収録されている。

## 関連商品

### CD
- あるぴじ学園 ボーカルアルバム（2010年11月5日発売）[11][12]

本CDにはHiBiKi Radio Stationで放送されていたラジオ番組・『ひなたまつり』も収録されている。

### ラジオ番組
2010年4月1日から10月28日まで、HiBiKi Radio Stationで『あるぴじ学園 ひなたまつり』、11月4日からは『あるぴじ学園 まつりの夜の小夜曲』に改題して2011年5月26日まで配信されていた。毎週木曜日配信。
パーソナリティ
- 『あるぴじ学園 ひなたまつり』
  - nazuna米（柊茉莉 役）
  - 桜ちとせ（日下部日向 役）
- 『あるぴじ学園 まつりの夜の小夜曲』
  - nazuna米（柊茉莉 役）
  - 綾瀬あかり（日下部小夜 役）